# Mezinárodní den míru

Logo mezinárodního dne míru

Mezinárodní den míru (anglicky International Day of Peace), známý i jako Světový den míru (World Peace Day), se slaví každý rok 21. září. Věnován je míru, tedy absenci války. Svátek si připomíná mnoho zemí, politických skupin, vojenských skupin a lidí. Poprvé se tento den slavil v roce 1981.
V roce 2013 byl tento den poprvé věnován mírové edukaci a klíčovým prostředkům na trvalé snižování konfliktů.

## Historie

### 2014: Právo na mír (Right to Peace)
Téma Mezinárodního dne míru v roce 2014 bylo právo lidí na mír, podporující slib Spojených národů v Deklaraci OSN na právo národů na mír, která uznává, že propagace míru je vitální pro celkové užívání všech lidských práv.
Na připomenutí tohoto dne thinkPEACE Network (síť myslící na mír) uvedla zábavný program „Sólo pro mír“, který se uskutečnil ve víc než 50 klubech po světě. Globální iniciativa Vlny laskavosti oslavuje tento den globálními meditačními akcemi.